# Юсуф-бей
Юсуф-бей (д/н — 1554) — 17-й бей Ногайської орди у 1549—1554 роках, османський бейлербей.

## Життєпис
Син Муси-бея. Замолоду здобув титул мурзи. В 1530-х роках здобув титул нуредіна і командира правого крила. В 1533 видав свою дочку Сююмбіке за казанського хана Джан-Алі. 1536 року підтримав Сафа Герай захопити Казанське ханство. 1546 року допоміг зятю відновитися у владі в Казані.
У 1549 році після смерті свого брата Шейх-Мамай-бія здобув владу. Призначив новим нуредіном свого молодшого брата Ісмаїла. Зі своїми улусами кочував річками Яїком і Камою, поруч з Казанським ханством, а Ісмаїл-нуредін — в Пониззі Волги. Того ж року визнав зверхність Османської імперії, сподіваючись на допомогу у протистоянні з Москвою. Призначений очільником Ногайського бейлербейства.
У березні того ж року посилив вплив на Казанське ханство після смерті Сафа Герая, де при владі опинилася донька Сююмбіке й онук Утямиш Ґерай. Водночас до 1551 року його син Юнус-мурза здійснював численні набіги на прикордонні землі Великого князівства Московського, зокрема Рязанські землі та Касимовське ханство. 
У березні 1552 року Юсуф посадив на ханський престол в Казані свого ставленика Ядигар-Мухаммеда. Але у жовтні того ж року московська армія під проводом царя Івана IV взяла штурмом Казань. Того ж року в Ногайській орді почався голод, що тривав 3 роки.
Разом з тим проти нього повстав брат Ісмаїл, якого підкупили московити. 1553 року домігся оголошення казанським ханом сина Алі-Акрама. Восени тогож року планував напасти на московські володіння. Під Астраханню Юсуф-бій переправився через Волгу. Цьому завадив Ісмаїл, що відмовився брати участь в поході.
Взимку 1554 року Юсуф-бей зазнав поразки і загинув у війні зі Ісмаїлом. Сини Юсуфа продовжили боротьбу з Ісмаїлом, зазнали поразки і відкочували до Кримського ханства.